# حصار نيقية
حصار نيقية هو حصار أقامه الصليبيون خلال الحملة الصليبية الأولى على مدينة نيقية التابعة لسلاجقة الروم من 14 مايو إلى 19 يونيو 1097 ، شارك بالحصار قادة الحملة الصليبية وهم جودفري دوق اللورين وريمون تولوز كونت تولوز وبوهيموند كونت تورونتو وستيفن كونت بلوا كما انضمت إليهم القوات البيزنطية بقيادة تاتيكيوس ، انتهى الحصار بإستسلام الحامية للقوات الإمبراطورية البيزنطية وتسلمها المدينة فيما تابعت باقي القوات الصليبية طريقها إلى القدس.

## ما قبل الحصار
لم تكد تمضي بضع سنوات على عودة قلج أرسلان داود بن سُليمان وتربُّعه على عرش أبيه في نيقية حتَّى وصلت طلائع الصليبيين إلى القُسطنطينيَّة، وكان ذلك سنة 489هـ المُوافقة لِسنة 1096م إذ كان الإمبراطور البيزنطي ألكسيوس كومنين قد استنجد بِالبابا أوربان الثاني ومُلُوك وأُمراء الغرب الأوروپي لِمُعاونته على طرد المُسلمين من آسيا الصُغرى بعد أن انهارت القُدرة العسكريَّة لِلإمبراطوريَّة بُعيد واقعة ملاذكرد الفاصلة. وكان لِلبابويَّة والغرب بِعامَّةً أسبابهم العديدة التي تجعلهم يستجيبون لِنداء الاستغاثة الآتي من الشرق، وتمحورت تلك الأسباب حول جُملةٍ من الأزمات التي ابتُليت بها بلادُ أوروپَّا حينذاك منها ما هو ديني واقتصادي واجتماعي وسياسي، لِذلك ماإن جاءت دعوة الإمبراطور حتَّى وجدت فيها أوروپَّا وسيلةً لِلتنفيس عن الصعاب التي تمرُّ بها، فنهضت الجُمُوع على الفور وبدأت الزحف شرقًا. وكانت أولى تلك الجُمُوع هي حملةٌ شعبيَّةٌ قوامها الرُعاع وعوام الناس، واشتهرت في التاريخ باسم «حملة الفُقراء الصليبيَّة»، وقد اتصفت مُنذُ بدايتها بِعدم التنظيم والتجانس، وبِعدم وُجُود قيادةٍ مُوحَّدةٍ لها، فماإن عبر أفرادها مضيق البوسفور نحو آسيا الصُغرى حتَّى أخذت جُمُوع الألمان والنورمان والفرنجة تتسابق وتتنافس في شن الغارات على المناطق الزراعيَّة، فسلبوا وقتلوا سُكَّان القُرى دون تفرقة بين المُسلمين والنصارى، واقتربوا من مدينة نيقية، ولم يستجيبوا لِنصيحة الإمبراطور البيزنطي بِعدم استفزاز المُسلمين لِحين وُصُول الحملة النظاميَّة المُكوَّنة من الأُمراء والنُبلاء الآتية في إثرهم. أثارت تعديات الصليبيين حفيظة قلج أرسلان، فأرسل أحد قادته المدعو «إيلخانوس» على رأس جيشٍ كبيرٍ لِقتال الغُزاة، فتمكَّن هذا من الظفر بِقسمٍ من الصليبيين في حصنٍ يُعرف عند الروم بِـ«إكسيريگوردوس» (باليونانية: Ξερίγορδος)‏، كانوا قد استولوا عليه واتخذوه قاعدة انطلاقٍ لِلإغارة على الأراضي الزراعيَّة المُجاورة،  فحاصرهم حتَّى استسلموا ما دفع البقيَّة البالغ عددهم نحو عشرين ألفًا،  إلى المُطالبة بِأخذ الثأر لِإخوانهم، وماإن اقتربت هذه الجُمُوع من رافد نهر دراكون، حتَّى تلقَّفهم المُسلمون وأبادوهم، ولم ينجُ منهم سوى ثلاثة آلاف، عمل الإمبراطور البيزنطي على نقلهم إلى القُسطنطينيَّة. غادر قلج أرسلان عاصمته نيقية -بعد انتصاره على حُشُود الصليبيين- إلى ملطية لِيُنازع الدانشمنديين مُلكيَّتها دون تقديرٍ لِجديَّة الحملات الصليبيَّة، إذ لم يهتم بأنباء وُصُول مجموعةٍ صليبيَّةٍ جديدةٍ إلى العاصمة البيزنطيَّة، وظنَّ أنَّ الأمر لايعدو كونه وُصُول بعض جُمُوعٍ أُخرى من العامَّة غير المُدرَّبين الذين يقضى عليهم بِسُهُولةٍ تامَّة، ولم يُدرك ما يتهدَّده من أخطارٍ من جهة الغرب.

## الحصار
خلال تلك الفترة أخذ قادة حملة الأُمراء أو النُبلاء -المشهورة في التاريخ بـ«الحملة الصليبيَّة الأولى»- يتجمَّعون رويدًا عند أسوار القُسطنطينيَّة بدايةً من شهر تشرين الثاني (نوڤمبر) 1096م، واكتمل عددهم تمامًا بِحُلُول شهر نيسان (أبريل) 1097م، ويُقدَّر بأنَّ أعداد جُنُودهم تراوحت ما بين 30,000 و35,000 من خيَّالةٍ ورجَّالة. ولم يجد ألكسيوس كومنين صُعُوبةً في التعرُّف على نفسيَّات هؤلاء الغربيين، وتمكَّن بِسياسته وحنكته من استغلال فكرة اليمين الإقطاعي المعروفة في المُجتمع الأوروپي الغربي لِتثبيت حُقُوقه على كثيرٍ من الأراضي التي ستُنتزع من أيدي المُسلمين، فاشترط عليهم مُقابل مُساعدتهم أن يبذلوا لهُ يمين الولاء والتبعيَّة كإمبراطور، وأن تُعطى لهُ كُل البلاد التي تُؤخذ من المُسلمين إذا كانت تابعة لِلإمبراطوريَّة البيزنطيَّة من قبل. قَبِل القادة الصليبيُّون بعد مُفاوضاتٍ مُضنيةٍ هذه الشُرُوط، وبعد أداء القسم سمح لهم الإمبراطور بِالعُبُور إلى الأناضول، بعد أن وعظهم ونصحهم بكيفيَّة التعامل مع السلاجقة. اندفعت الجُيُوش الصليبيَّة بعد العُبُور باتجاه نيقية لِلاستيلاء عليها نظرًا لِموقعها الجُغرافي، إذ لو بقيت بِأيدي المُسلمين لشكَّل ذلك خطرًا على خُطُوط مُواصلات الصليبيين مع الشَّام، فتوحَّدت أهدافهم وأهداف بيزنطة في هذه القضيَّة. وصلت القُوَّات الصليبيَّة إلى العاصمة السُلجُوقيَّة يوم 21 جُمادى الأولى 490هـ المُوافق فيه 6 أيَّار (مايو) 1097م وعسكرت حول أسوارها، وضربت الحصار عليها باستثناء منطقتها الغربيَّة حيثُ توجد بُحيرة، وساعدهم جيشٌ بيزنطيّ كما كان الإمبراطور يمُدُّهم تباعًا بِالإمدادات والمُؤن عن طريق البر والبحر. وحالت مناعة استحكامات المدينة بين المُحاصرين وبين مُهاجمتها فورًا، فطال أمد الحصار لِنحو خمسة أسابيع تعرَّض الصليبيُّون خلالها لِخسائر فادحة نتيجة المُناوشات اليوميَّة مع الحامية، وخِلال هذه الفترة عاد قلج أرسلان أدراجه تاركًا حصار ملطية لِيُحاول إنجاد عاصمته، فهاجم المُحاصرين من جهة الجنوب، ودارت بين الطرفين بعض المُناوشات استمرَّت يومًا واحدًا دون أن يتمكَّن قلج أرسلان من شقِّ طريقٍ له إلى داخل المدينة، فرأى أن يتركها تواجه مصيرها، ثُمَّ انسحب إلى الجبال المُجاورة تاركًا لِلحامية حُريَّة التصرُّف. وحاول الصليبيُّون اقتحام المدينة عدَّة مرَّات ففشلوا، كما حاولوا إرهاب الحامية والسُكَّان لِإضعاف معنويَّاتهم، فقطعوا رُؤوس عدد كبير من الأسرى المُسلمين وقذفوها بالمنجنيق إلى داخل المدينة،  لكنْ حتَّى هذه الطريقة لم تُجدِ نفعًا، فاضطرَّ الصليبيُّون إلى طلب مُساعدة الإمبراطور البيزنطي الذي أمدَّهم بِأُسطُولٍ صغيرٍ نُقلت سُفُنه سحلًا حتَّى أُنزلت في البُحيرة المُجاورة لِلمدينة لِإتمام الحصار عليها. ولمَّا شاهد أفراد الحامية نُزُول السُفُن أدركوا أنَّ المدينة انقطعت عنها المؤن، وأنَّ السُكَّان سيتعرَّضون لِمجاعةٍ إن لم يستسلموا، لِذلك قرَّروا بدايةً تسليم البلد لِلصليبيين، لكنَّ الأهالي خشوا عُنف هؤلاء إذا دخلوا إليها، وفضَّلوا تسليمها لِلإمبراطور البيزنطي، فجرت مُفاوضات بين أفراد الحامية ومُمثلين عن الإمبراطور خلُصت إلى تسليم نيقية مُقابل تأمين حياة أهلها، فخرج المُسلمون منها مع عائلاتهم وأمتعتهم، ودخلها الروم وذلك يوم 16 رجب 490هـ المُوافق فيه 19 حُزيران (يونيو) 1097م. وهكذا عادت نيقية تحت جناح البيزنطيين بعد ستَّة عشر سنةً من فتح المُسلمين لها، وأضحى بِوسع الإمبراطوريَّة التنفُّس بِحُريَّة بعد إجلاء السلاجقة عن هذا المعقل الأمامي الحصين.

## ما بعد الحصار
توجَّه قلج أرسلان بعد سُقُوط عاصمته نحو قونية، واتخذها عاصمةً جديدةً لِسلطنته، وقاعدةً عسكريَّةً لِلانطلاق منها والدفاع عن بلاده. ثُمَّ أجرى مُفاوضاتٍ مع الأمير الدانشمندي كمشتكين أحمد بن غازي من أجل تجميد خلافاتهما والتعاون لِمواجهة الغزو الصليبي الذي يُهدِّدهما سويًّا، فكانت خسارة نيقية إنذارًا له، كما كانت خسارته لأمواله وكُنُوزه فادحة. وأسفرت المُفاوضات بين السلاجقة والدانشمنديين عن عقد هدنةٍ بينهما، فاتحدا لِلتصدِّي لِلزحف الصليبي الذي وصل إلى قبادوقية، وتناسيا مُؤقتًا تنافُسهما بِشأن ملطية. وهكذا اجتمعت قوى المُسلمين في آسيا الصُغرى لِمُهاجمة الصليبيين في سُهُول ضورليم التي كانوا يتقدُّمون إليها.